# Zielątkowo (województwo lubuskie)
Zielątkowo – wieś w Polsce położona w województwie lubuskim, w powiecie strzelecko-drezdeneckim, w gminie Drezdenko.
W latach 1975–1998 miejscowość należała administracyjnie do województwa gorzowskiego.
Według danych z 2011 miejscowość zamieszkiwało 80 osób.